# Avibrissia longirostris
Avibrissia longirostris là một loài ruồi trong họ Tachinidae.